# Youchao
Youchao of Youchao Shi is een figuur uit de Chinese mythologie. Hij leerde de mensen nesten in bomen te maken om daarin te gaan wonen. Zo konden zij zich beschermen tegen wilde dieren. Youchao kan worden beschouwd als een mythische cultuurheld, iemand die de bevolking stapsgewijs elementen van de beschaving bijbracht.

## Vindplaats en inhoud van de mythe
De mythe van Youchao bevindt zich in de geschriften van Meester Han Fei (280–233 v.Chr.), Hanfeizi. In juan 49 (genaamd Wudu, 五蠹) staat dat er in de vroege oudheid weinig mensen waren, maar juist veel wilde dieren. De mensen konden zich niet verweren tegen die wilde dieren en ook niet tegen slangen. Toen kwam er een wijze man die hout begon te verzamelen. Hij bouwde daarmee een nest in een boom. Op die manier was hij veilig voor alle gevaren. De mensen bogen voor hem, maakten hem tot koning onder de hemel en noemden hem Youchao, 'heer van de (vogel)nesten'. De mythe wordt geparafraseerd in hoofdstuk 29.1 van Zhuang Zi, zij het met weglating van het element van de mythische cultuurheld. De vertaling van Kristofer Schipper luidt: "In vroegere tijden waren de dieren talrijk en de mensen gering in aantal. Om aan de dieren te ontkomen maakte de bevolking nestwoningen in de bomen. Overdag vergaarden zij noten en kastanjes, en bij zonsondergang klommen ze in de bomen. Daarom werden ze "het volk van de nestbouwers" genoemd".

## Plaats binnen de Chinese mythologie
In Chinese geschriften krijgen mythische cultuurhelden vaak de toevoeging shi (氏), clan (of beleefde aanspreekvorm). Volgens Hanfeizi werd de 'clan van de maker van de nesten' opgevolgd door die van Suiren, de 'clan van de maker van het vuur met de vuurboor'. Die leerde de mensen om vlees niet meer rauw te eten, maar eerst te roosteren. Deze stap vormde volgens Hanfeizi, na het maken van behuizingen, een volgende ontwikkelingsfase van de beschaving van de mensheid.